# Sonka

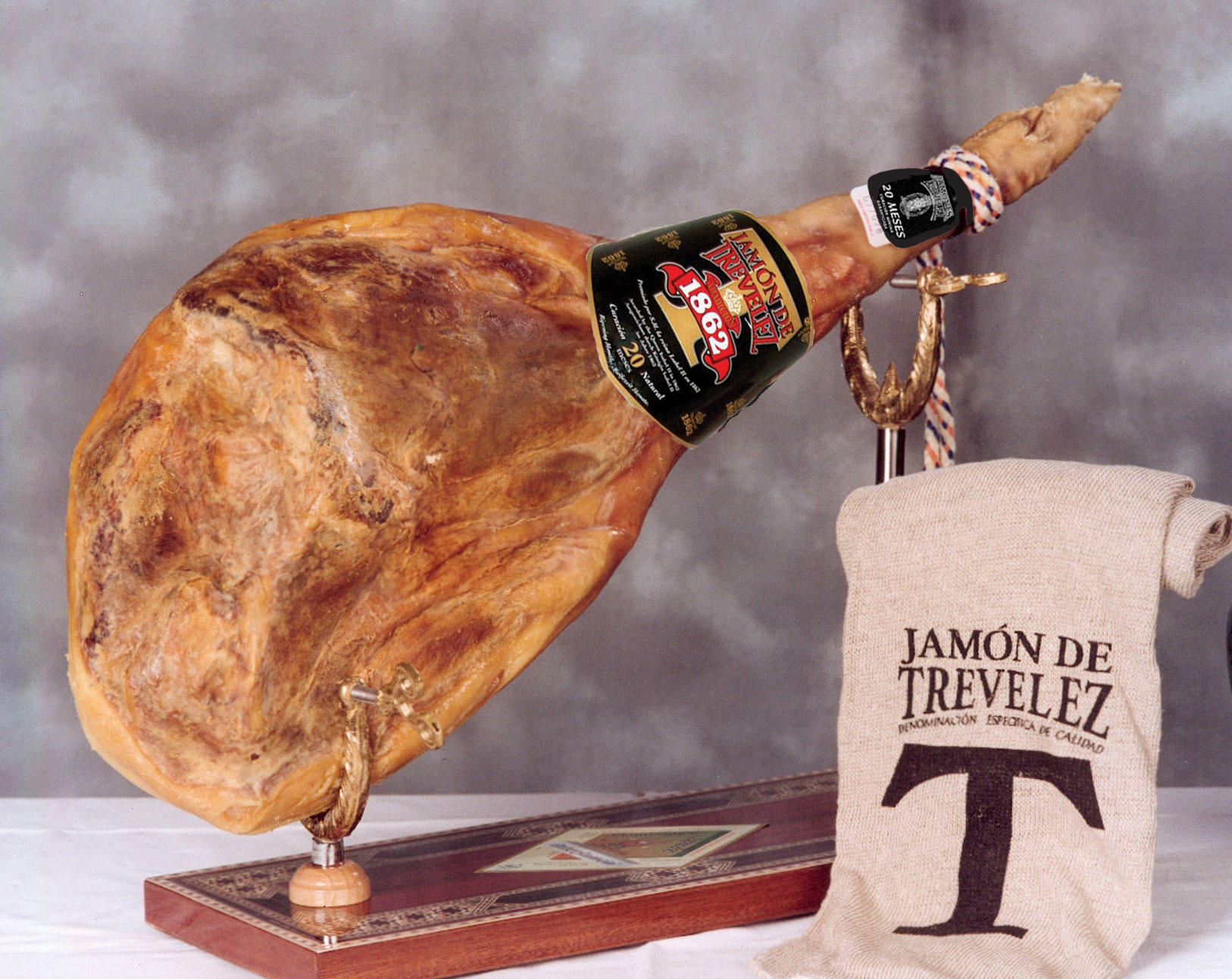
Jamon de Trevelez A spanyolországi Trevelezben füstölt sonka, amelyet 1200 méteres tengerszint feletti magasságon füstölnek. A legédesebb sonkák közé tartozik, mivel kevés só kell a kiszárításhoz és a tartósításhoz, ami az uralkodó északi szélnek köszönhető

A sonka olyan állat combjának vagy farának húsa, amelyet levágásra nevelnek, de gyakran csak a disznó combjából származó húst nevezik így. Fogyasztható sóval tartósítás után, pácolva és sütve is, de nagyon sok helyen különbözőképpen megfüstölik.
A nem füstölt sonkák közé tartozik az olasz prosciutto (e. 'prosutto'; híres képviselője a pármai sonka), a spanyol jamón serrano (e. hamón szerráno) és jamón ibérico (e. hamón ibériko). A füstölt sonkák közé tartozik az angol yorki sonka, a belga ardenneki füstölt sonka és a vesztfáliai boróka fölött füstölt sonka. Az Egyesült Államokban minden állam saját, jellegzetes sonkát készít, ami lehet füstölt és füstölés nélkül készített is. Kína leghíresebb sonkája a füstölés nélkül készített csinhuai sonka.
A sonka más húsételeknek is része lehet, így például a Spam löncshús is tartalmaz sonkát. Magyarországon a húsvéti ételek elmaradhatatlan része.

## Sonkaféleségek

### Parasztsonka (Magyarország)
A magyar házi sonkát sózzák, pácolják és füstölik. A sertés combjának és lapockájának ilyen módon történő tartósítása a magyar parasztság évszázados gyökerekre épülő tradíciója. Legelterjedtebb felhasználása[forrás?] a húsvéti főtt sonka, de nyersen is fogyasztják, és egyéb ételek ízesítésére (pl. sonkás tészta, káposzta, bab stb.) is felhasználják. A parasztsonka sokáig eltartható, hagyományosan a meleg idő beálltáig a padláson, majd azt követően a hűvös kamrában tartották.

### Fekete-erdei sonka (Németország)
Fenyőfaforgáccsal füstölik a fekete-erdei sonkát (Schwarzwälder Schinken). A németek sonkaféléje több évszázados hagyományokra tekinthet vissza.

### Bayonne-i sonka (Franciaország)

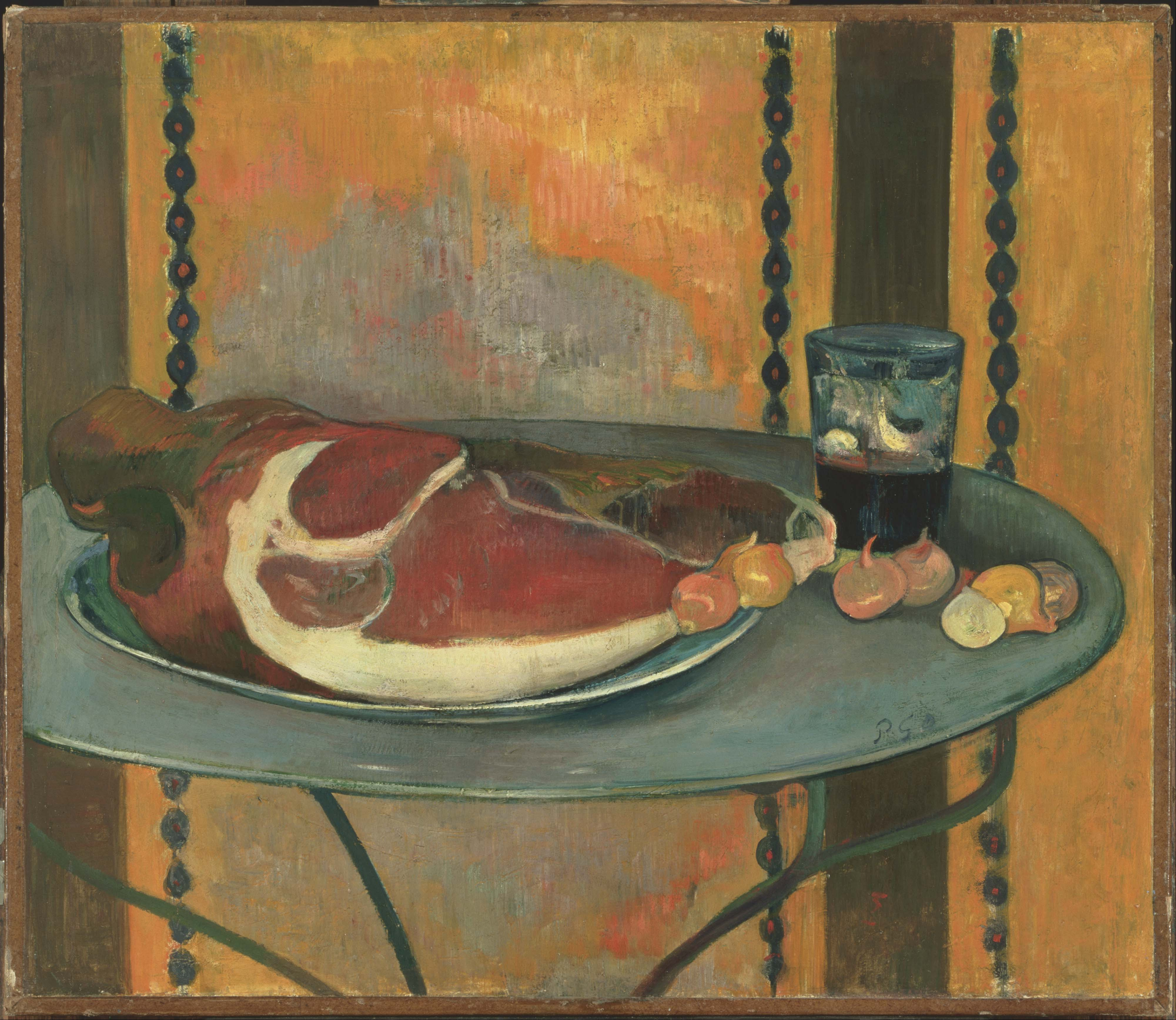
Paul Gauguin: A sonka (1889)

A bayonne-i sonka szabad levegőn szárított sonka, amelyet a nyugat-franciaországi, a francia baszkföldi Bayonne kikötővárosáról neveztek el. Már a római időkből ismertek bizonyítékok sonkakészítésre, de vannak olyan középkori templomok is, amelyekben írásos anyagok maradtak fenn a 11. századból. A szabad levegőn való szárítás a hús minőségének megőrzését szolgálta, ami azért volt fontos, mert csak az év bizonyos részében volt e húsféleségnek nagy kereslete. A bayonne-i sonkát csak az Adour medencéjének törvényben meghatározott részén lehet készíteni. A szabályozás nagyon szigorúan és pontosan előírja a hús eredetét, az állatok etetésének (tilos szteroidokat, halolajat és antibiotikumot adni) és tartásának módját (minden állatot világosan meg kell jelölni), a szállítás, a vágás mikéntjét, az eredeti szelet súlyát és minimális zsírtartalmát. A húsállatnak nem kell a területről származnia, de a Deux-Sèvres területén, északon az Abeyronig, keleten az Aude-ig elterülő térségben fekvő területen kell felnevelni, és csak a nyolc meghatározott sertésfajta egyike szolgálhat alapanyagul. A helyiek azt állítják, a legjobb sonka a hagyományos baszk disznófajtából készül.[forrás?] Az ezeknek a szabályoknak megfelelően elkészített hús hívható csak bayonne-i sonkának az Európai Unió eredetmegjelölés-védelmi rendelkezéseinek betartásával. Az előírások betartásáért és a névhasználati jogosultságok adminisztrálásáért a Pau-ban székelő Consortium de jambon du Bayonne a felelős.
A manapság használt szárítási technikák hasonlítanak a régen használthoz. Eredetileg a disznóölésre október végén, november elején került sor. A sonkákat megforgatják az Adour folyó torkolatánál vagy Béarnnél szerzett sóban. A hőmérséklet ebben az időben arrafelé 6-8 °C, ami megfelelő a füstölés elkezdéséhez. A húst ezután egy száraz szobában hagyják január végéig, február elejéig, majd disznózsír és liszt keverékével kenik be, ez csökkenti a kiszáradás sebességét a tavaszi hónapokban. Néhány helyen espelette-i paprikában forgatják meg a sonkát, amelynek így erős íze lesz. A legalább hét, de általában kilenc-tíz hónapos szárítási folyamat júniusban fejeződik be, ekkor lesz kész a sonka. A modern technológia lehetővé teszi olyan szobák kialakítását, amelyekben bármilyen természeti környezetet, hőmérsékletet és páratartalmat elő lehet állítani. Csonttal együtt a sonka tömege általában 8-9 kilogramm.[forrás?]
Ha a szárítási folyamat véget ér, hagyományos baszk kereszttel, lauburuval és a származási terület nevével jelölik meg az eladásra kínált sonkát. Ezt követően még egy évig eláll, jól hűtött, körülbelül 8 °C-os száraz környezetben.

### Presunto (Portugália)
Neve is mutatja, hogy a portugálok sonkája közeli rokonságban áll az olasz sonkával. Mediterrán terület lévén megegyezik az érlelési módja a spanyol testvérével a jamónnal. Híres portugál sonkák a Presunto de Barrancos, illetve a Presunto de Barrancos, melyek mindegyike egy-egy tájegységhez kötődik.

### Prosciutto (Olaszország)

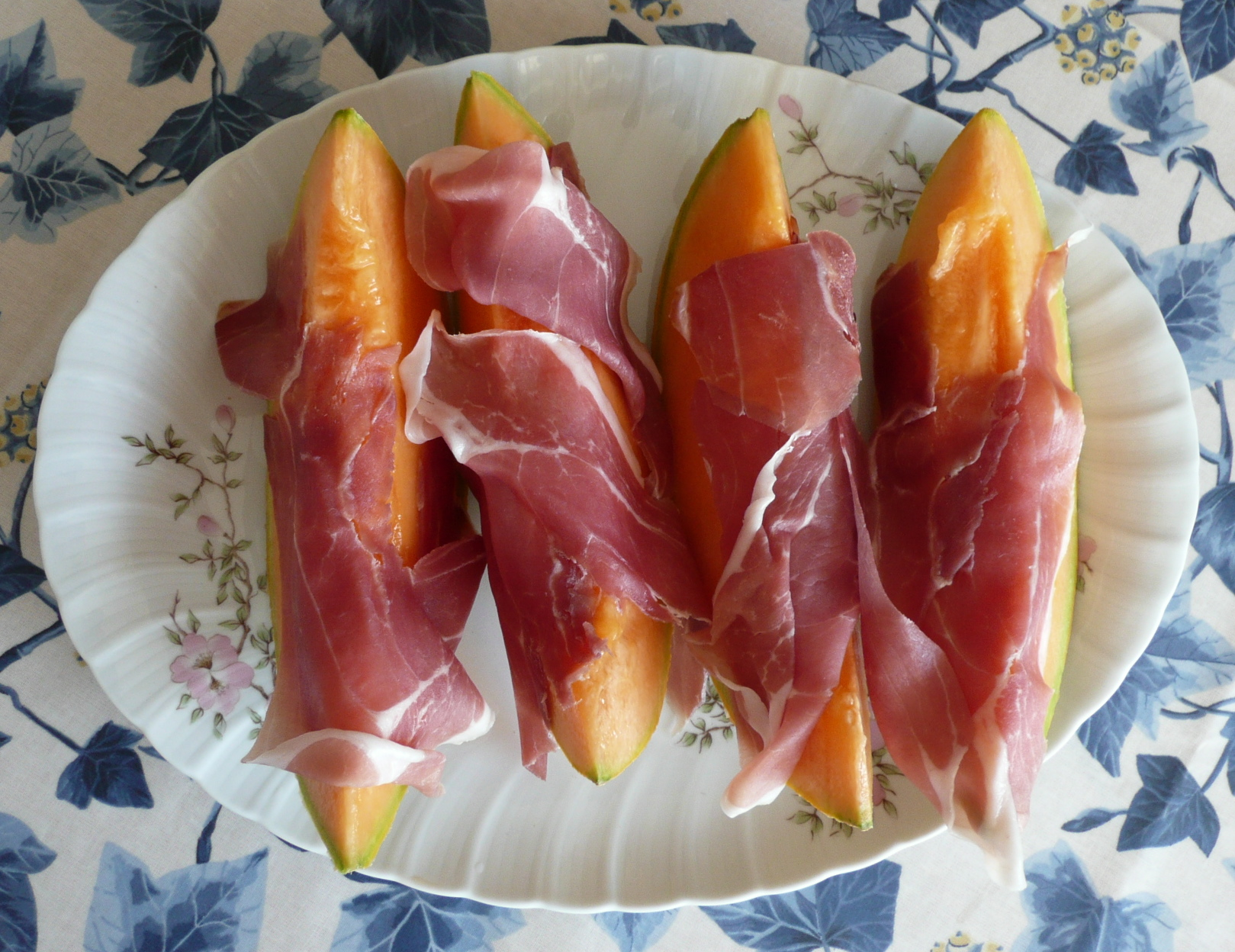
Prosciutto di Parma pármai sonka dinnyével (Olaszország)

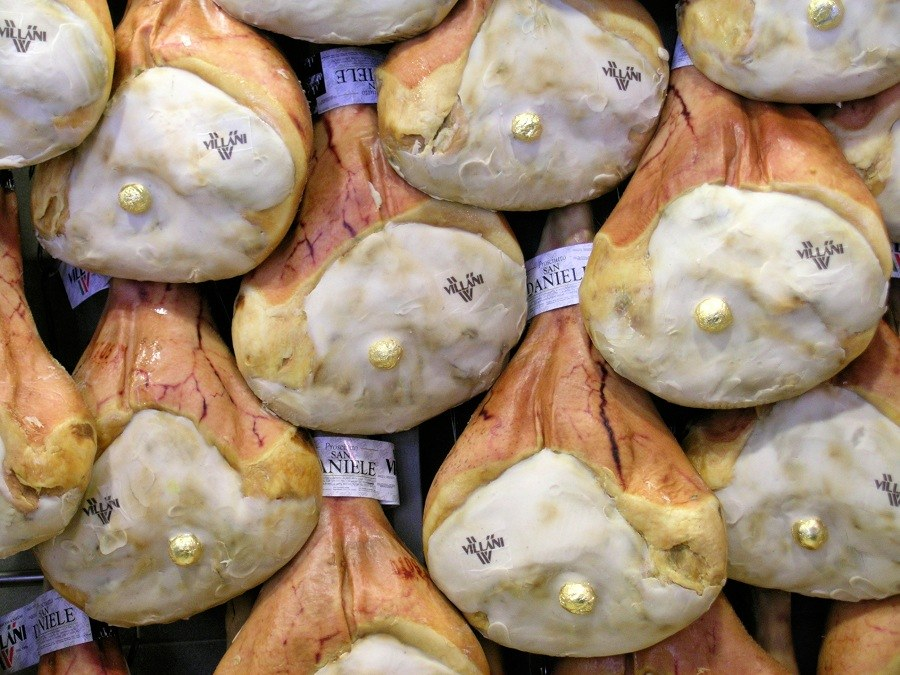
Prosciutto di San Daniele (Olaszország)

Az itáliai sonkakészítésre vonatkozó legkorábbi bizonyíték a Római Köztársaság idejéből maradt fenn. A mai olasz és európai uniós szabályozás védett földrajzi árujelzőt használ sok különböző itáliai sonkára, amelyek készítési módját és honossági helyét is megszabják. A pármai sonkának (prosciutto di Parma) körülbelül kétszáz gyártója van Parma megye keleti részén. Gyártását egy minőségügyi ellenőrző konzorcium felügyeli. A nagy, 12–13 kilogrammos friss sonka legalább 12 hónapig tartó pácolásához viszonylag kevés sót használnak, nitrátok és fűszerek nélkül, így egy kicsit édesebb hús lesz a végeredmény. A legtöbbre becsült olasz sonka, a San Daniele-i sonka (prosciutto di San Daniele) nagyban hasonlít a pármaira, leginkább abban, hogy itt is kevés sót használnak. A többi nyers sonka több sót tartalmaz, és fűszeresebb ízük van. Ilyenek a „nostrani”, a „nazionali” és a „toscani”. Szintén nagy választéka van az itáliai főzött sonkáknak (prosciutto cotto) is. Érdekes módon a prágai sonka (prosciutto di Praga) manapság szintén az olasz konyha favoritjaként vonult be a gasztronómiába.
A spanyolokkal ellentétben az olaszok géppel is szeletelik leheletvékonyra a sonkát − legyen az nyers füstölt sonka (prosciutto crudo), vagy pedig valamilyen főtt sonka (prosciutto cotto). A hajszálvékony szeleteket egy-egy speciális fóliával választják el a szeletek összetapadásának megakadályozására.

### Jamón (Spanyolország)

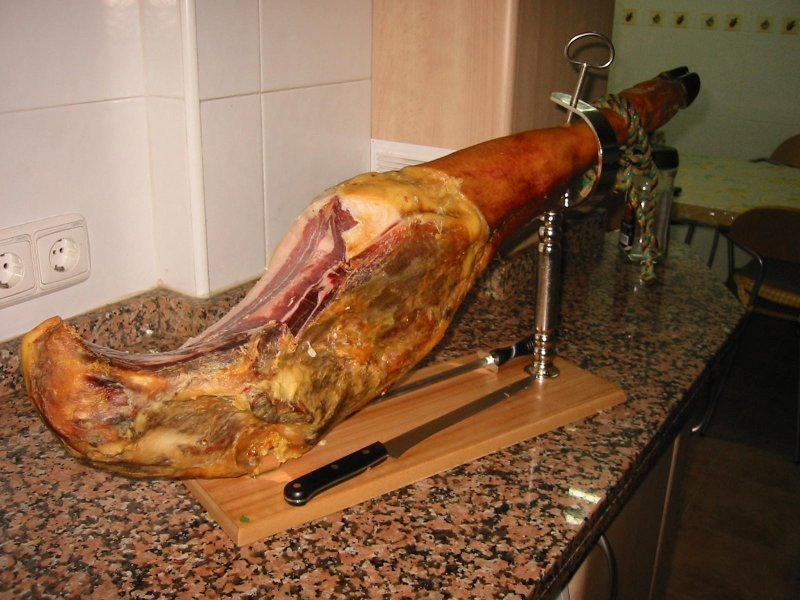
Jamón serrano (Spanyolország)

Az egyik legszigorúbb előírási rendszer a spanyol sonkára (jamón) vonatkozik. Az egyes sonkaféleségeket nemcsak az elkészítési mód szerint csoportosítják, hanem a disznók étrendjét és az elkészítés helyét is nagyon pontosan szabályozzák. A spanyol rendeletek háromféle hússertésből készült sonkafélét különböztetnek meg. Ezek:
- cellar típusú: csak általános ételeket kapó disznóból;
- recebo típusú: életének utolsó részében szinte csak makkot fogyasztó sertésből;
- bellota típusú: majdnem kizárólag csak makkot fogyasztó sertésből.

A sertés színe szerint különbséget tesznek:
- Jamón serrano – világos bőrű disznóból készült sonka, illetve
- Jamón iberico – fekete bőrű (Patta negra = fekete láb) fajták között. Közülük a talán legismertebb és legdrágább a Jamón Ibérico de Bellota (Bellota=makk) ezek a sertések az erdőben szabadon élnek és a lehulló makkot fogyasztják. A legdrágábbak közé tartoznak, D.O. jelzéssel ellátottak, azaz a származási területet is szigorúan előírják. Egy példa a nyugat-spanyolországi Extremudara sonkájára: Jamón de Bellota D.O. Dehesa de Extremadura.

A következő regionális spanyol sonkák a legismertebbek:
- Los Pedroches-i sonka: védett eredetmegjelölés, csak Andalúziában, kizárólag makkon nevelt disznó húsából származó sonka.
- Huelvai sonka: fűszerezett sonkaféle, amelyet Cádiz, Córdoba, Huelva, Málaga, Sevilla és Badajoz területén készítenek.
- Guijuelói sonka: Gredos, Béjar, Kasztília, León, Extremadura, és Andalúzia területén készítik.
- Dehesa de Extremadura: Cáceres és Badajoz térségében készítik, kiváló minőségű sertésből. A végeredmény fehér sonka lesz.
- Trevélezi füstölt sonka: 1200 méteres tengerszint feletti magasságon füstölik. A legédesebb sonkák közé tartozik, mivel kevés só kell a kiszárításhoz és a tartósításhoz. Ez leginkább az északi szélnek köszönhető.
- Terueli sonka: legalább egy évig tengerszint felett legalább 900 méterrel füstölik.

A spanyol sonkákat szinte mindig a sonkaállványon (jamonera), kizárólag kézzel, sonkaszeletelő mester szeleteli.

### Šunka (szláv sonkakülönlegességek)
Šunkának hívják a sertés lábaiból, vagy más nemes részeiből készült pácolt, sózott vagy füstölt különlegességeiket.

### Pršut (Horvátország-Isztria)
A neve is hasonlít olasz sonkáéhoz, a technika és a recept is, amelynek alapján előállítják.[forrás?]

### Sonkák marhából, borjúból, baromfiból

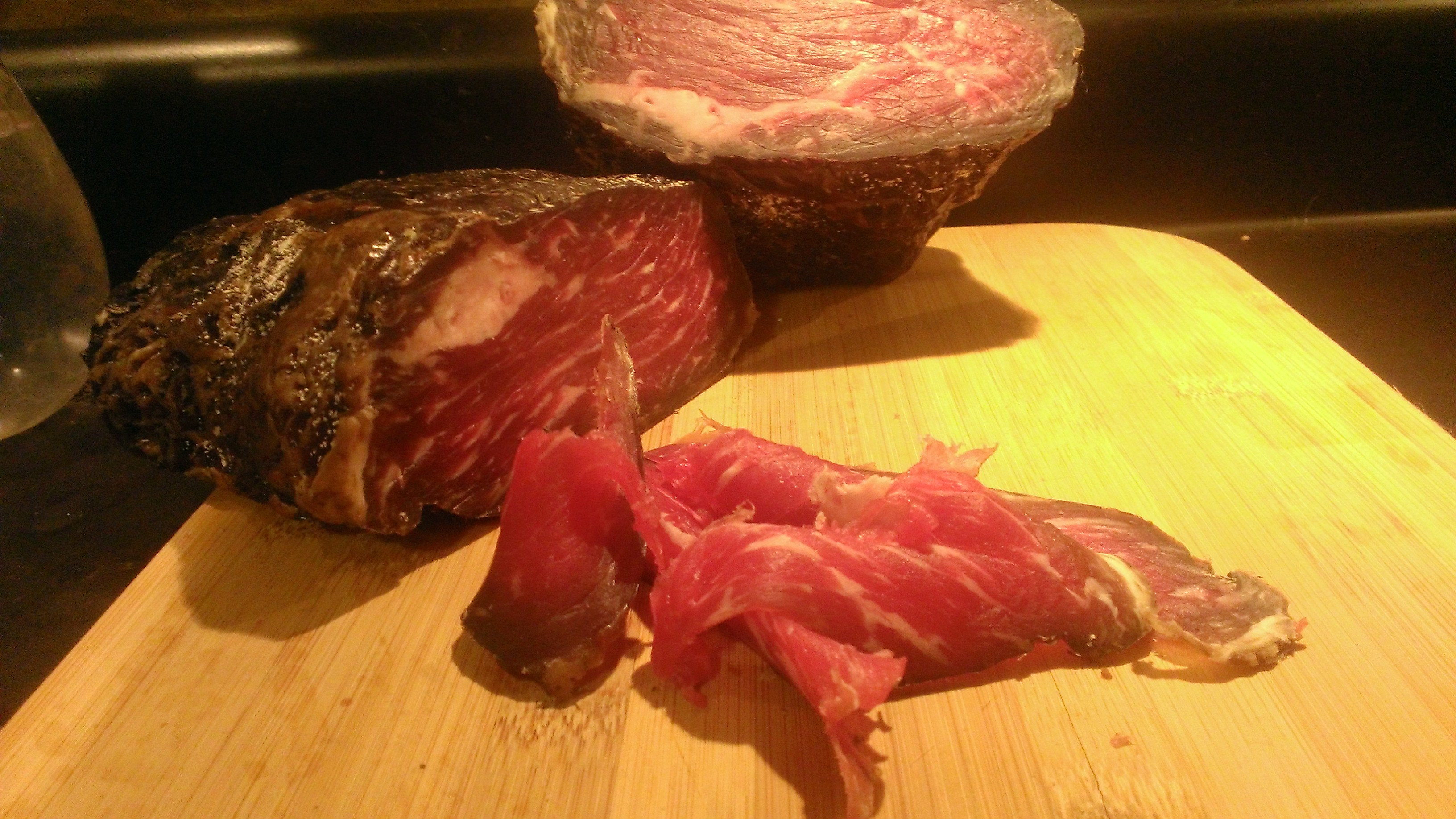
Bresaola a sózott, szárított marhasonka (Olaszország)

A zsidó konyhában is található libából, pulykából és marhából készült sonka. Az olasz bresaolát is ide lehet sorolni, mely marhából készül. Pulykából (mell és comb) a világ minden táján készítenek sonkát.

## Sonkás receptek
A sonkaféléket nagyon sok receptben használják hidegen és melegen egyaránt. Melegen leginkább sonkás kockában, illetve különféle pizzaféléknél és olasz tésztaételekben használják fel. Rakott ételekhez is felhasználható. Az olasz konyha főleg az előételek (antipasti) területén használ sonkaféléket. A magyar konyhában töltött tojásokat és különféle majonézes salátákat is gazdagít a sonkaválaszték, illetve szendvicshez is felhasználható.